# Hillary Brooke
Hillary Brooke (Astoria, Nueva York, 8 de septiembre de 1914-Fallbrook, California, 25 de mayo de 1999) fue una actriz estadounidense muy conocida por su trabajo en las películas de Abbott y Costello y Sherlock Holmes.

## Biografía
Hillary Brooke, una mujer llamativa y rubia de aspecto sofisticado (1'68 m) del barrio de Queens, Nueva York comenzó trabajando como modelo mientras estudiaba en la universidad de Columbia. Comenzó una carrera en el cine en los años 1940 en roles de mujeres pudientes y a principios de los años 1950 participó regularmente en varias series de televisión. 

## Vida personal
Se casó con Alan Shute en 1936, divorciándose en 1940 y casándose en segundas nupcias con el subdirector Jack Voglin en 1941, teniendo un hijo, Donald, antes de su divorcio en 1948. Con su tercer marido, Raymond A. Klune, un ejecutivo de MGM, se casó en 1960, durando su unión hasta la muerte de él en 1988. Le aportó de un matrimonio anterior una hijastra, Carol Klune, y un hijastro, Donald C. Klune.
El 25 de mayo de 1999, Brooke murió de una Embolia pulmonar en Fallbrook, California.
Por su contribución a la industria de la televisión, Hillary Brooke tiene una estrella en el Hollywood Walk of Fame.

## Filmografía
- Counter-Espionage (1942)
- Sherlock Holmes and the Voice of Terror (1942)
- Sherlock Holmes Faces Death' (1943)
- Road to Utopia (1943)
- Jane Eyre (1943)
- Ministry of Fear (1944)
- The Enchanted Cottage (1945
- The Woman in Green (1945)
- The Strange Woman (1946)
- Big Town After Dark (1947)
- Africa Screams (1949)
- Lucky Losers (1950)
- The Admiral Was a Lady (1950)
- Lost Continent (1951)
- Abbott and Costello Meet Captain Kidd (1952)
- Invaders from Mars (1953)
- The Maze (1953)
- The House Across the Lake (aka Heat Wave) (1954)
- The Man Who Knew Too Much (1956)